# Kasteelke van Voorde

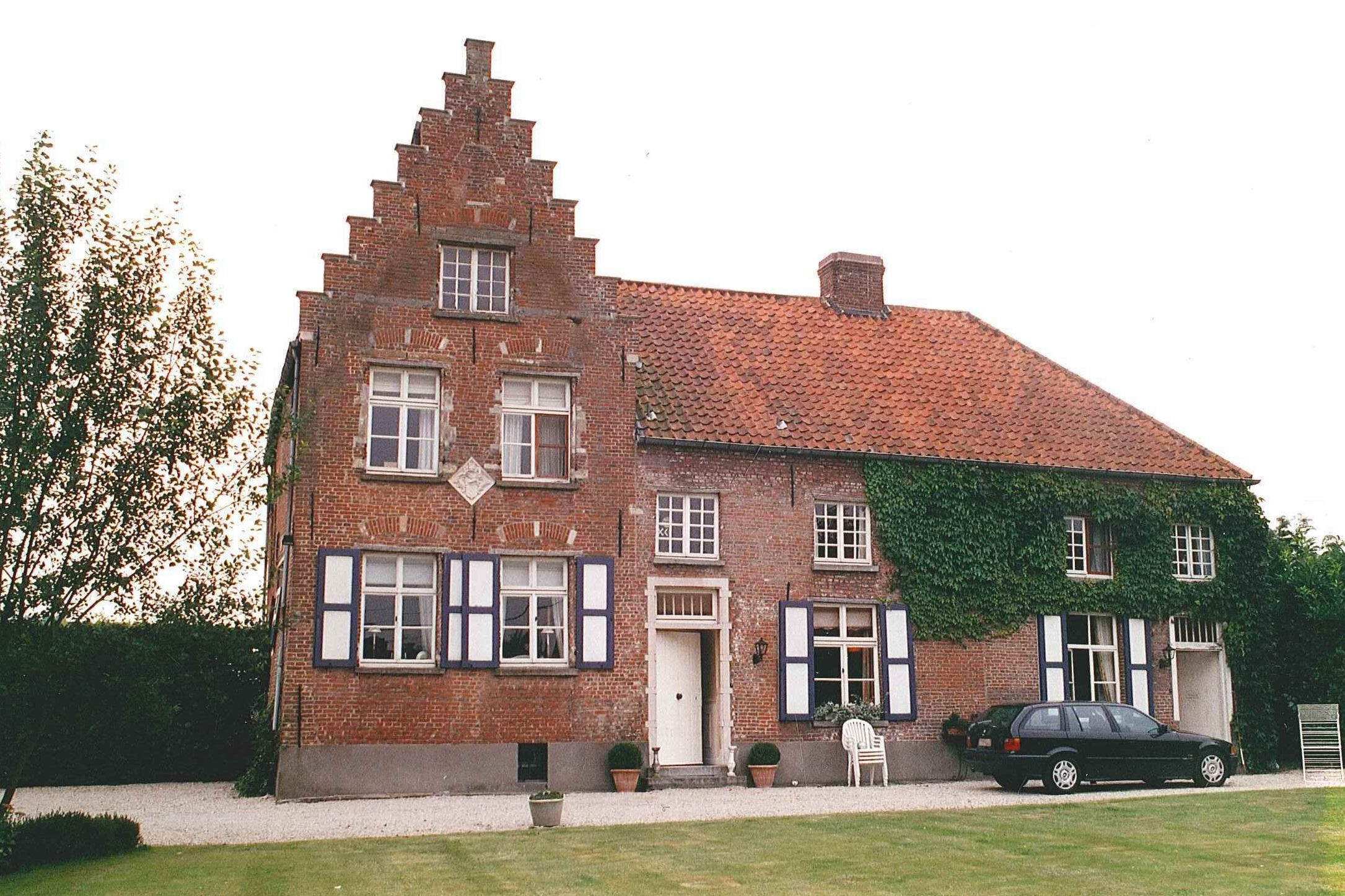
Kasteelke van Voorde

Het Kasteelke van Voorde is een kasteel in de tot de Oost-Vlaamse gemeente Kruisem behorende plaats Zingem, gelegen aan de Kruishoutemsesteenweg 111.

## Geschiedenis
Vermoedelijk was hier de zetel van de heerlijkheid van Voorde, die goederen bezat in Zingem, Huise en Ouwegem. Begin 15e eeuw kwam deze in bezit van de familie Damman. Het jaartal 1616, de wapenspreuk Hode - Trou verwijst naar de familie Van der Straten, in de 16e eeuw baljuws van Zingem.
Het betrof een rechthoekig omgracht kasteeltje, maar in begin 19e eeuw werd de gracht gedempt. Het kasteeltje werd uitgebreid en er werden enkele arbeidershuisjes achter het kasteeltje gebouwd.
In 1967-1973 werd het kasteeltje gerestaureerd.

## Gebouw
Het betreft een bakstenen gebouw uit begin 17e eeuw met twee trapgevels. Omstreeks 1800 en omstreeks 1840 werd het kasteeltje uitgebreid met steeds twee traveeën en ontstond een L-vormige plattegrond.